# 国際連合安全保障理事会決議1399
国際連合安全保障理事会決議1399（こくさいれんごうあんぜんほしょうりじかいけつぎ1399 英語: United Nations Security Council Resolution 1399）は、2002年3月19日に国際連合安全保障理事会において全会一致で採択された決議。コンゴ民主共和国における状況に関する過去の決議を想起した上で、国際連合安全保障理事会は反政府組織「コンゴ民主連合」によるモリーロの町の占領と他の活動を非難した。
国際連合安全保障理事会はルサカ停戦協定に対する関係者が2001年1月以降の停戦を順守していること、およびコンゴ民主共和国間の会話が和平プロセスの本質的要素であったことを想起した。モリーロ周辺での戦闘再開、および停戦の主要な違反行為とするコンゴ民主連合による町の占領を非難した。加えて、国際連合安全保障理事会は和平プロセスが行われている間に、当事者が軍事的発展を行うことのないよう圧力をかけた。さらにコンゴ民主連合が直ちにモリーロとプエトから撤退すること、および他の当事者たちがハラール離脱におけるサブプランで要請された防御拠点に撤退することを強く求めた。
キサンガニも武装解除されたことを想起しながら、安保理決議は全ての当事者に停戦合意に応じるように説き、コンゴ民主連合が最新の決議を履行したことを保証する影響力を生かすようルワンダに要求した。2つの占領した町での国際連合コンゴ民主共和国安定化ミッションの進展を歓迎し、当事者たちにミッションに協力するように要求した。停戦協定におけるコンゴ民主共和国間の会話を通じて軍事行動を自制するように当事者たちに呼びかけ、コンゴ民主共和国政府に対し会話への参加を再開するように繰り返し呼びかけた。
それに応じて、コンゴ民主連合は安保理決議を歓迎すると表明し、国際連合コンゴ民主共和国安定化ミッションに対し町を引き渡すことを誓約した。翌日、コンゴ民主共和国政府は協議への参加を再開した。